# Монументаль Вірхен де Чапі
Монументаль Вірхен де Чапі (ісп. Estadio Monumental Virgen de Chapi) — багатоцільовий стадіон, розташований в Арекіпі, Перу. Стадіон був побудований університетом Святого Августина на початку 1990-х років і названий на честь Діви Чапі. Стадіон в основному фінансувався за рахунок коштів лотереї, які проводив сам університет.
На стадіоні проводились великі заходи, такі як Боліваріанські ігри та Кубок Америки, а також фінал Південноамериканського кубка. В даний час місткість стадіону становить 60 000 глядачів.

## Історія
Першу чергу стадіону було відкрито 11 листопада 1993 року. Першою грою, яку зіграли на арені, став фінал міжшкільного чемпіонату між «Інхеньєрією Геофісікою» та «Меканікою Електрікою» (1:0). 30 липня 1995 року відбувся перший професіональний футбольний матч, в якому місцевий клуб «Мельгар» зіграв з «Альянсою» (Ліма) (1:1).
У 1997 році на стадіоні відбулися XIII Боліваріанські ігри. Тим не менше, найважливішим поєдинком, який коли-небудь проводив стадіон «Вірхен де Чапі», став фінал Південноамериканського кубка 2003 року між місцевим «С'єнсіано» з Куско та аргентинським «Рівер Плейтом». Домашня арена «С'єнсіано» не відповідала вимогам стадіону для фіналу змагань КОНМЕБОЛ і, таким чином, команда грала на 40-тисячному стадіоні Арекіпи. Відвідуваність на матчі була безпрецедентною, і «С'єнсіано» переміг «Рівер Плейт» 1:0 (після нічиєї 3:3 у Буенос-Айресі), принісши перший міжнародний клубний трофей в історії Перу. На додаток до фіналу цього фіналу, «Сієнсіано» продовжував виступати в Арекіпі на міжнародних матчах, поки їх власний «Гарсіласо де ла Вега» не був реконструйований.
Стадіон «Вірхен де Чапі» також був обраний місцем проведення Кубка Америки 2004 року. Арекіпа приймала п'ять матчів групи С за участю національних футбольних команд Коста-Рики, Бразилії, Парагваю та Чилі.
Згодом стадіон був головною ареною молодіжного чемпіонату Південної Америки до 20 років у 2011 році, прийнявши десять матчів групи А та усі п'ятнадцять матчів другого етапу, на якому вперше себе проявили такі майбутні зірки, як Неймар, Лукас Моура, Каземіро, Алекс Сандро та інші, які принесли Бразилії золоті медалі на тому турнірі.
2019 року стадіон був єдиною ареною проведення юнацького чемпіонату Південної Америки до 17 років.

## Кубок Америки 2004
| № | Дата          | Суперники             | Рахунок | Раунд   | Глядачів |
| - | ------------- | --------------------- | ------- | ------- | -------- |
| 1 | 8 липня 2004  | Коста-Рика — Парагвай | 0 — 1   | Група С | 30 000   |
| 2 | 8 липня 2004  | Бразилія — Чилі       | 1 — 0   | Група С | 35 000   |
| 3 | 11 липня 2004 | Бразилія — Коста-Рика | 4 — 1   | Група С | 12 000   |
| 4 | 11 липня 2004 | Чилі — Парагвай       | 1 — 1   | Група С | 35 000   |
| 5 | 14 липня 2004 | Бразилія — Парагвай   | 1 — 2   | Група С | 8 000    |

## Галерея

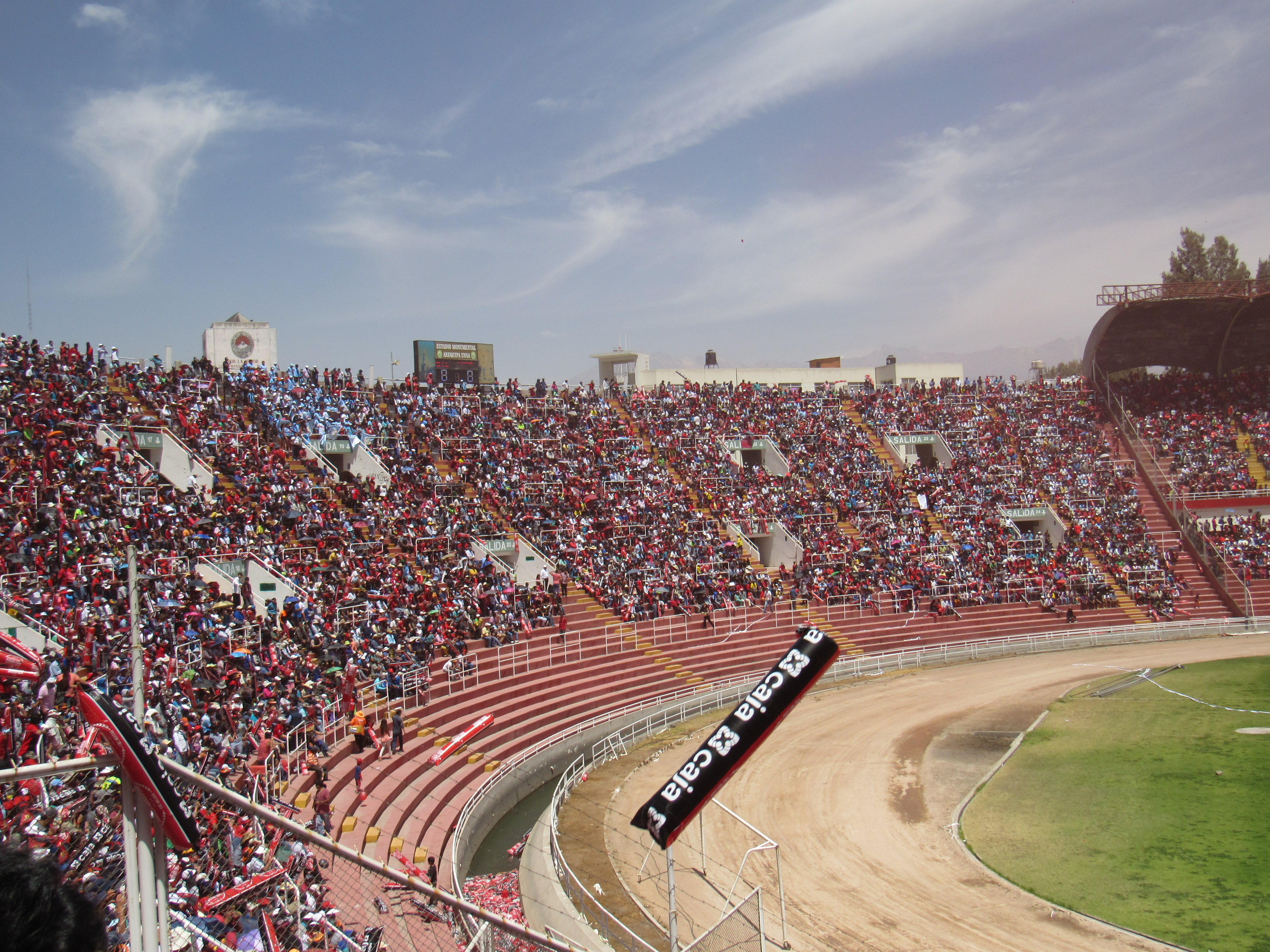
Північна трибуна
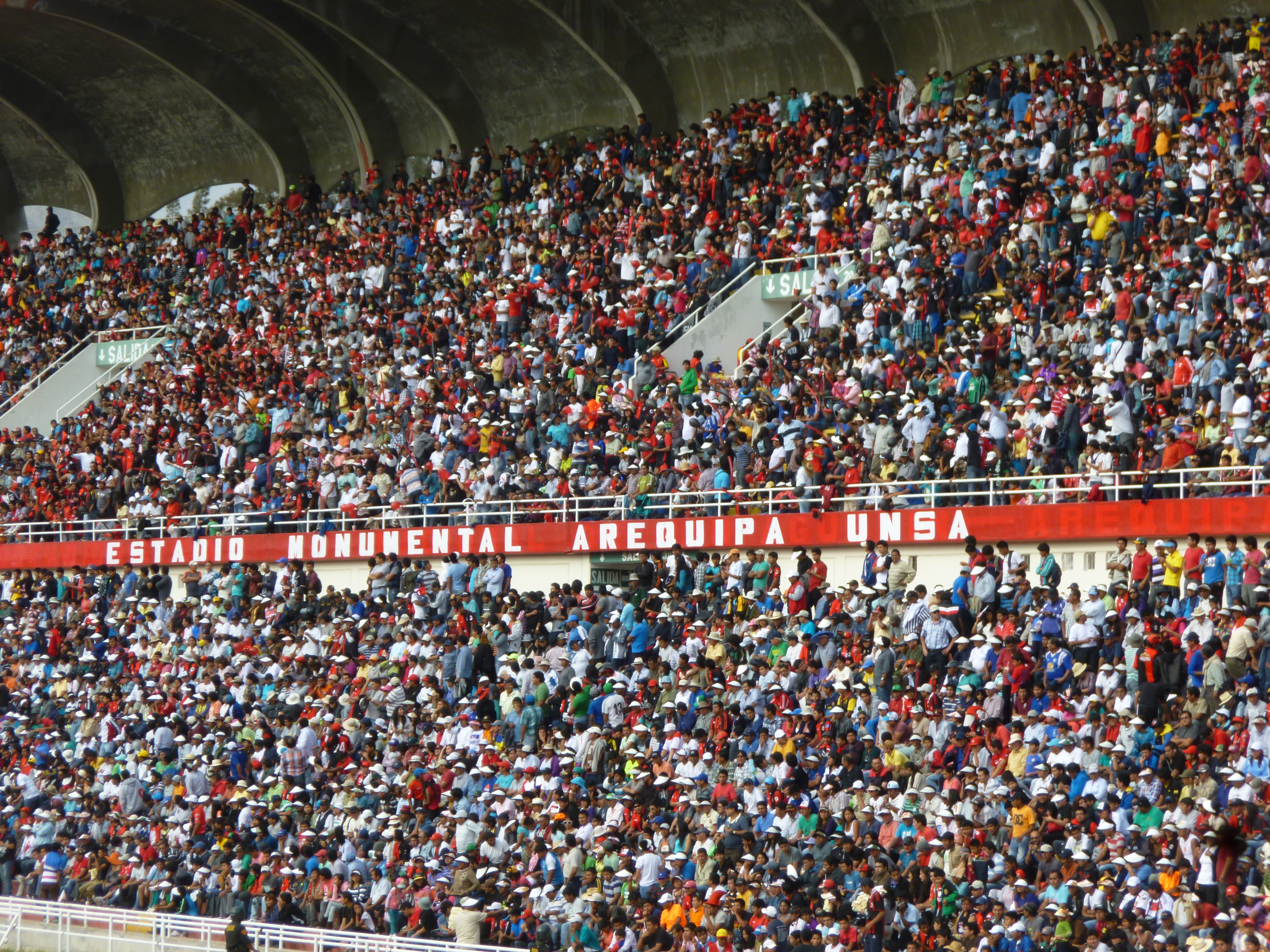
Східна трибуна
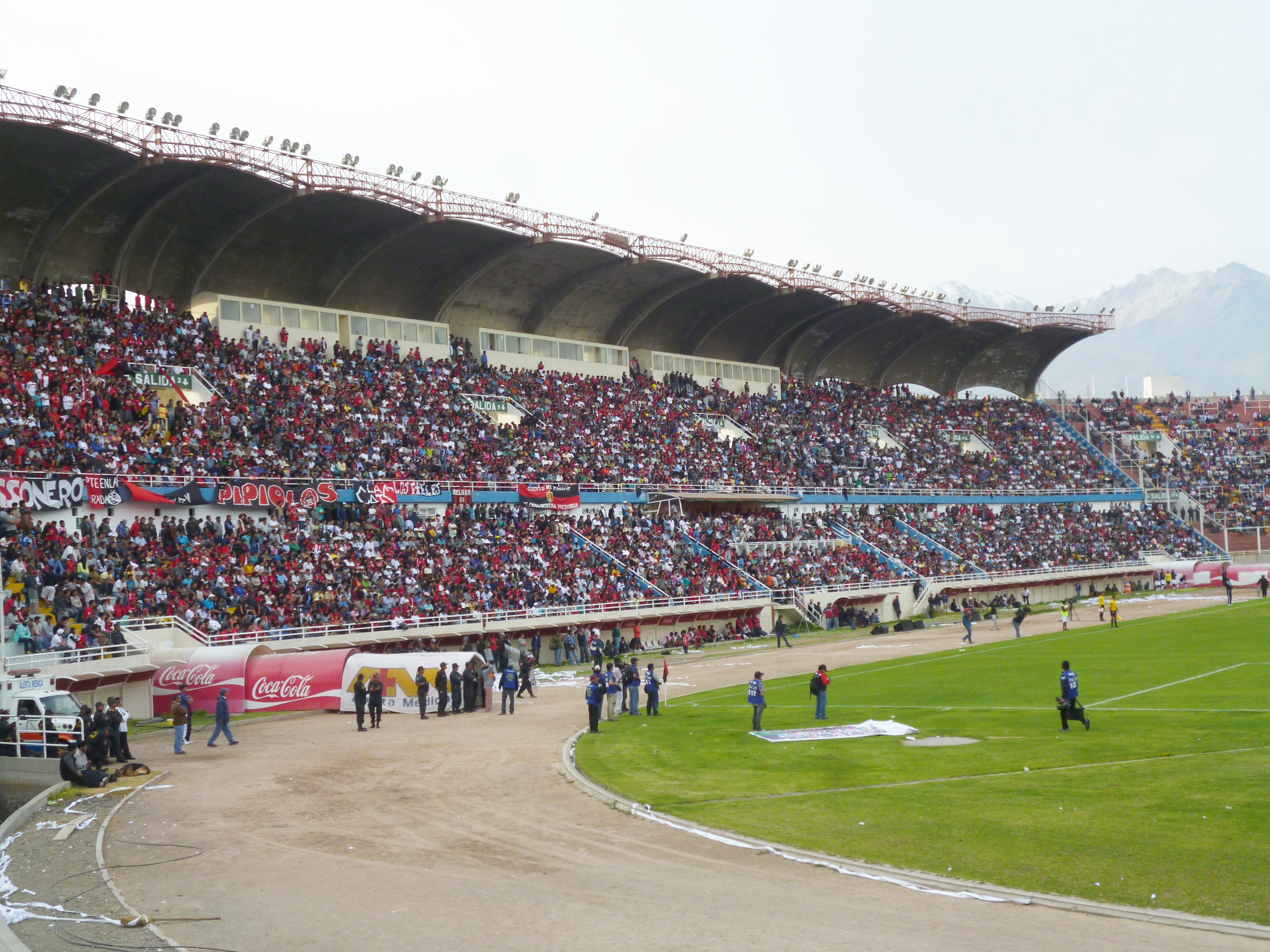
Західна трибуна
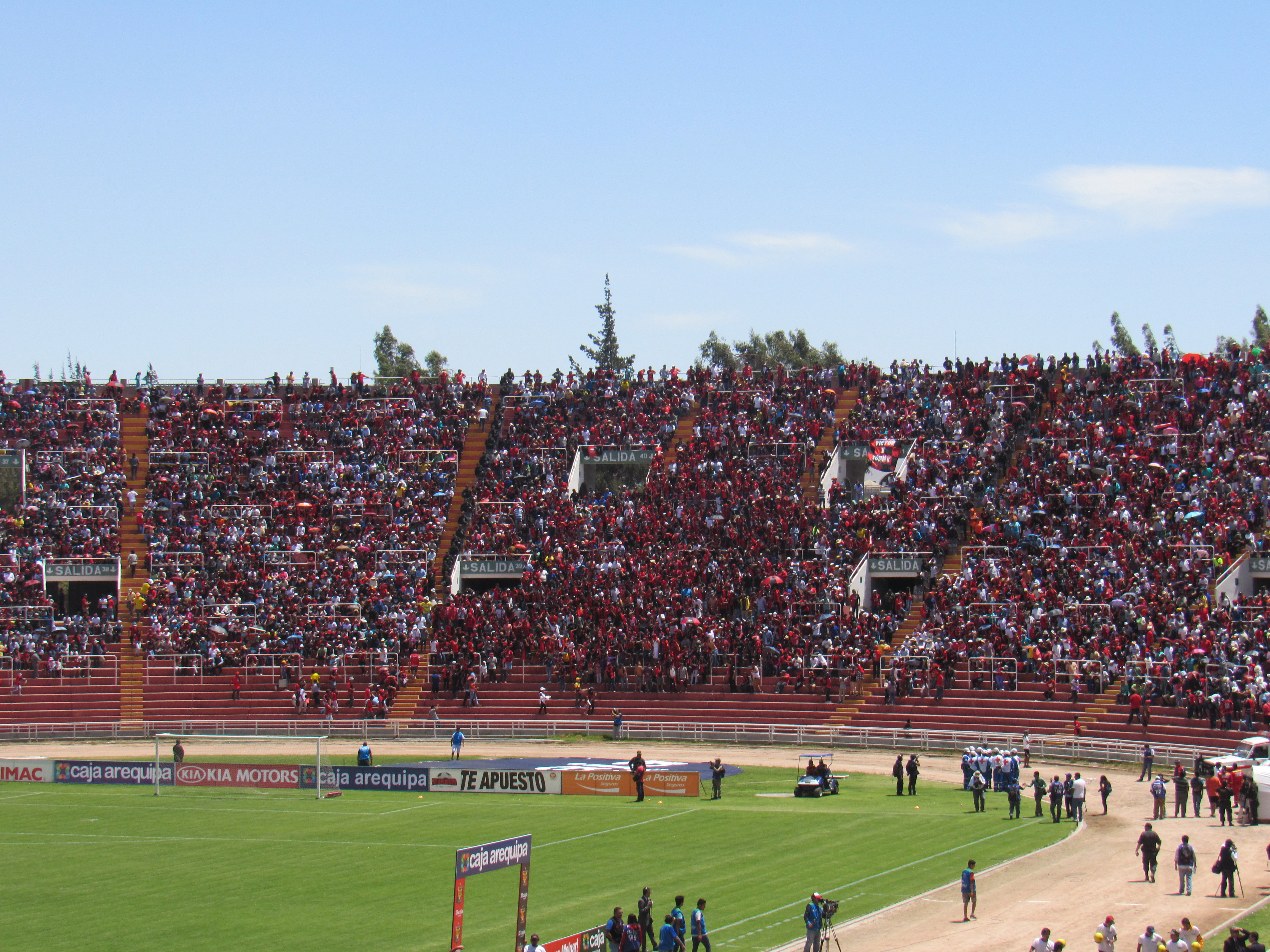
Південна трибуна